# Leptognathia amdrupi
Leptognathia amdrupi är en kräftdjursart som beskrevs av Hansen 1913. Leptognathia amdrupi ingår i släktet Leptognathia och familjen Leptognathiidae. Inga underarter finns listade i Catalogue of Life.